# Kiss Zoltán (színművész)
Kiss Zoltán (Budapest, 1972. július 18. –) magyar színész.

## Élete
Gyermekkorában néptáncolt. A középiskola elvégzése után Toldy Mária musicalstúdiójába járt, ahonnan táncosként bekerült a Vígszínház West Side Story című előadásába, amelyet Eszenyi Enikő rendezett. Az ő segítségével készült fel a színművészeti felvételijére. 1993–1997 között a Színház- és Filmművészeti Főiskola hallgatója volt, Szinetár Miklós osztályában. 1997–2001 között a szolnoki Szigligeti Színház, 2001–2005 között a székesfehérvári Vörösmarty Színház tagja. 2005–2007 között a Budapesti Operettszínház színésze, mellette vendégszerepel a Turay Ida Színházban is. 2007–2010 között játszott a soproni Petőfi Színházban, majd 2010–2019 között a kecskeméti Katona József Színház tagja volt.
Felesége, Mirtse Réka a Budapesti Operettszínház koreográfus asszisztense. Két lányuk van.

## Fontosabb színházi szerepei
- Szörényi Levente - Bródy János - Sarkadi Imre - Ivánka Csaba: Kőműves Kelemen (Benedek) - 2017/2018
- Bertolt Brecht: A Szecsuáni Jóember (A Rendőr ) - 2017/2018
- Szép Ernő: Vőlegény (Pimpi, Karmester, Nusi Férje) - 2016/2017
- Donizetti - Németh Virág: A Manóvizsga (Pucok) - 2016/2017
- Ray Cooney: Család Ellen Nincs Orvosság (Dr. Hubert Bonney) - 2016/2017
- Kacsóh Pongrác - Bakonyi Károly - Heltai Jenő: János Vitéz (Bagó) - 2016/2017
- Elton John - Lee Hall: Billy Elliot – A Musical (Szereplő) - 2015/2016
- Csokonai Vitéz Mihály: Dorottya (Opor) - 2015/2016
- L. Frank Baum: Óz (Madárijesztő) - 2015/2016
- Tolcsvay László - Müller Péter - Müller Péter Sziámi: Isten Pénze (Marley) - 2015/2016
- Németh Virág: Borban Él Az Élet (Szereplő) - 2015/2016
- Illés Zenekar - Szente Vajk: Tied A Világ! (Szereplő) - 2015/2016
- Vörösmarty Mihály: Csongor És Tünde (Kurrah) - 2014/2015
- Bolba Tamás - Szente Vajk - Galambos Attila: Csoportterápia (Sziszi) - 2014/2015
- Szilágyi László - Zerkovitz Béla: Csókos Asszony (Ibolya Ede) - 2014/2015
- Jules Verne: Cirkuszkocsival A Sarkvidéken (Hóbelevanc, Spániel, Jako, A Papagáj, Jean, Zsonglőr, Cascabel Fia) - 2014/2015
- Jurij Poljakov: Párcsere (Szergej Tollnokov, Szergej Tollnokov) - 2013/2014
- Kálmán Imre - Julius Brammer - Alfred Grünwald: Marica Grófnő (Kudelka, Cecília Inasa) (Társrendező) - 2013/2014
- Arisztophanész: Lüszisztraté (Kaloník, Más Néven Klió) - 2013/2014
- Peter Buckman: Most Mindenki Együtt (William) - 2013/2014
- Kálmán Imre - Julius Brammer - Alfred Grünwald: Marica Grófnő (Báró Zsupán Kálmán) - 2013/2014
- Vitéz Miklós - Vadnay László: Meseautó (Szűcs János, Vezérigazgató) - 2012/2013
- Ray Cooney: Páratlan Páros (Bobby Franklynn) - 2012/2013
- Tolcsvay László - Müller Péter - Bródy János: Doctor Herz (Pancho, Einstein) - 2012/2013
- Németh Virág: Lesz Vigasz (Szereplő) (Koreográfus) - 2012/2013
- Kaffka Margit: Hangyaboly (Fóth Káplán) - 2012/2013
- Billy Wilder - I. A. L. Diamond - Jule Styne - Bob Merrill: Sugar (Joe) - 2011/2012
- Thomas Middleton - William Rowley: Átváltozások (Antonio, Nemesur Vermandero Kíséretében, És Álápoltak Alibius Intézményében) - 2011/2012
- Békés Pál: A Kétbalkezes Varázsló (Fitzhuber Dongó, A Kétbalkezes Varázsló) - 2011/2012
- Lehár Ferenc: A Víg Özvegy (Gr. Danilovics Daniló, Követségi Titkár) - 2011/2012
- Ken Ludwig: Káprázatos Kisasszonyok (Jack Gable) - 2010/2011
- William Shakespeare: Harmadik Richárd (Ll. Polgár, George Clarence Hercege, Richmond, Polgármester) - 2010/2011
- Vajda Katalin: Anconai Szerelmesek (Giovanni, A Cukrász ) - 2010/2011
- Ganxsta Zolee - Pierrot - Darvasi László: Popeye (Popeye) - 2010/2011
- Claude-Michel Schönberg - Alain Boublil: A Nyomorultak (Munkás, Rab, Enjolras) - 2010/2011
- Jókai Mór: A Kőszívű Ember Fiai (Baradlay Richárd) - 2009/2010
- Leo Stein - Kálmán Imre: Csárdáskirálynő (Kaucsiánó Bonifác Gróf ) - 2009/2010
- Jerry Herman - Michael Stewart: Hello, Dolly! (Cornelius Hackl) - 2008/2009
- Paul Schönthan - Franz Schönthan - Kellér Dezső - Horváth Jenő - Szenes Iván: A Szabin Nők Elrablása (Szilvássy Béla) - 2008/2009
- Spewack Bella - Cole Porter - Sam Spewack: Csókolj Meg Katám! (Fred Graham, Színész, Igazgató (Petruchio)) - 2007/2008
- Geszti Péter - Békés Pál - Dés László: A Dzsungel Könyve (Sír Kán) - 2006/2007
- Csurka István: Döglött Aknák (Béla, Moór Fia) - 2006/2007
- Kiss József: Az Angyalok Nem Sírnak (Hadközeg, Felkelő) - 2006/2007
- Bradányi Iván - Szentirmai Ákos - Békeffi István: Kölcsönkért Kastély (Koltay Bálint, Koltay Gábor Fia) - 2005/2006
- Eisemann Mihály - Szilágyi László: Zsákbamacska (Kelemen, Kelemen) - 2004/2005
- Csiky Gergely: A Nagymama ( Ernő, Unokája) - 2004/2005
- Vaszary Gábor - Budai Dénes: A Meztelen Lány (Péter) - 2004/2005
- Jean Letraz: A Szerencse Fia (Marcel) - 2004/2005
- Szirmai Albert - Bakonyi Károly - Gábor Andor: Mágnás Miska (Baracs István, Mérnök) - 2004/2005
- Arisztophanész: Madarak (Jós ) - 2004/2005
- Jacobi Viktor: Sybill (Poire) - 2003/2004
- Eugene O'neill: Vágy A Szílfák Alatt (Péter) - 2003/2004
- Ábrahám Pál - Alfred Grünwald - Fritz Löhner-Beda: Bál A Savoyban (Musztafa Bey) - 2003/2004
- Leo Stein - Kálmán Imre: Csárdáskirálynő (Kaucsiánó Bonifác Gróf ) - 2003/2004
- Kálmán Imre: Marica Grófnő. (Liebenberg István ) - 2002/2003
- Julius Brammer - Kálmán Imre - Alfred Grünwald: Cirkuszhercegnő (Schlumberger Tóni) - 2002/2003
- Abe Burrows - Cole Porter: Kánkán (Theophile) - 2002/2003
- Szirmai Albert - Bakonyi Károly - Gábor Andor: Mágnás Miska (Récsey Mixi Gróf) - 2002/2003
- Lévay Sylvester: Elisabeth (Rudolf Főherceg) - 2001/2002
- Martos Ferenc - Huszka Jenő: Lili Bárónő (Illésházy László Gróf, Remeteházi Galambos Frédi) - 2000/2001

## Film és TV-s szerepei
- A mi kis falunk (2024)
- Doktor Balaton (2022)
- Mintaapák (2020)
- Hacktion: Újratöltve (2012)
- Zsaruvér és csigavér 3: A szerencse fia (2008)
- 56 csepp vér (2007)
- Barátok közt (1998–2001) (1.-925. rész) 2007, 2018
- 6:3 vígjáték (1999)
- Csinibaba (1997)
- Kisváros (1993-1998)

## Díjai és kitüntetései
- Legjobb férfi alakítás – ESTeM-díj (2013)
- A Magyar Érdemrend tisztikeresztje (2015)